# Věznice Force
Věznice Force (francouzsky Prison de la Force) je bývalé vězení v Paříži, které sloužilo v letech 1780–1845. Nacházelo se v prostoru dnešní ulice Rue Pavée.

## Historie
Původní městský palác Hôtel de la Force byl postaven na ruinách staršího paláce, který patřil Karlovi I. z Anjou, bratrovi Ludvíka IX. Stavební práce zahájil kardinál Antoine Sanguin de Meudon v roce 1559 a byly dokončeny za kancléře Reného de Birague. Dům později získal Antoine de Roquelaure, hrabě de Saint-Paul, jehož vnučka se provdala za Jacquese Nompara de Caumont, vévodu de La Force, který dal paláce své jméno. Na konci vlády Ludvíka XV. byl dům rozdělen na dvě části. První část získala název Hôtel de Brienne a druhou posléze v roce 1754 získal kancléř d'Argenson, který zde zřídil vojenskou školu.
V roce 1780 král Ludvík XVI. koupil Hôtel de Brienne, nechal jej přestavět a vytvořit zde dvě věznice Grande-Force pro muže a Petite-Force pro ženy. V roce 1782 sem byli přeloženi vězni z nevyhovujících věznic For-l'Évêque a Petit Châtelet. V roce 1785 byla uzavřena ženská věznice Saint-Martin a převážně prostitutky sem byly převezeny. Po dobytí Bastilly byli propuštěni i vězni z věnice Force. Jednalo se o dlužníky, odsouzence za drobné krádeže, potulku, žebrání a prostituci. Věznice ovšem sloužila dál i za Francouzské revoluce. Od roku 1792 zde byla vazební věznice také pro obžalované z politických zločinů. Političtí vězni zde byli internováni i v následujících letech a za Prvního císařství.
Invaze aliančních vojsk v roce 1815 vyvolala v Paříži epidemii pohlavních nemocí mezi prostitutkami, takže se věznice Petite-Force dočasně změnila na nemocnici. Za Ludvíka XVIII. zde byly opět vězněny osoby, které se provinily urážkou krále nebo sympatizovaly s revolucí či Napoleonem. V roce 1845, kdy byla věznice uzavřena, zde bylo asi 550 vězňů, kteří byli převezeni do nové věznice Mazas. Objekt chátral a nebyl bezpečný a proto byl záhy zbořen. Dochovala se pouze zeď přiléhající k Historické knihovně města Paříže.